# العقبة (المهرة)

تعديل مصدري - تعديل

العقبة هي إحدى قرى مديرية المسيلة التابعة لمحافظة المهرة، بلغ تعداد سكانها 72 نسمة حسب تعداد اليمن لعام 2004.